# Arthur Feiler

Arthur Feiler

Arthur Feiler (* 16. September 1879 in Breslau; † 11. Juli 1942 in New York City) war ein deutscher Wirtschaftsjournalist, Signum AF.

## Leben
Nach dem Besuch des Humanistischen Gymnasiums in Breslau absolvierte Feiler eine Bankausbildung. Seit 1903 war er im Redaktionsverband der Frankfurter Zeitung tätig, von 1903 bis 1910 im Handelsteil, danach bis 1931 in der politischen Redaktion. Ab Juni 1920 war er Mitglied des Vorläufigen Reichswirtschaftsrats als einer der zwölf von der Reichsregierung nach freiem Ermessen zu ernennenden Personen, ab Januar 1921 Mitglied der Sozialisierungskommission und ab November 1923 Beisitzer am Reichskartellgericht. Gleichzeitig betätigte er sich als Mitarbeiter volkswirtschaftlicher Zeitschriften. Am 22. Januar 1923 promovierte er in Heidelberg zum Dr. phil. Am 10. Februar 1928 habilitierte er sich an der Universität Frankfurt am Main, wo er bis Ende des Wintersemesters 1931/1932 als Privatdozent, und dann als außerordentlicher Professor lehrte. Seit Sommersemester 1932 (bis 1933) lehrte er an der Handelshochschule Königsberg. Im Sommer 1933 emigrierte er in die USA, wo er als Dozent an der „Graduate Faculty of Political and Social Science“ der New School for Social Research in New York tätig war. Als Mitarbeiter zahlreicher amerikanischer volkswirtschaftlicher Publikationen. Bis 1934 arbeitete er auch noch für die Frankfurter Zeitung.
Sein jüngerer Bruder Erich Feiler (1882–1940) war Professor für Zahnmedizin an der Universität Frankfurt am Main und leitete von 1917 bis zu seiner erzwungenen Emigration 1934 nach England die dortige Zahnklinik Carolinum.
Seine Ehefrau Marie Feiler, geb. Hoffmann (1883–1977) blieb bis 1970 in den USA, von wo aus sie in der Nachkriegszeit viele Reisen nach Deutschland unternahm, so nach München, Berlin, Frankfurt, Nussdorf am Ammersee und Bad Ems, wo ein Neffe von ihr lebte. 1970 zog sie in ein Seniorenheim in Königstein im Taunus, wo sie auch starb. Sie war Lehrerin und hat auch in den USA als solche gearbeitet.

## Veröffentlichungen (als Autor)
- Die Probleme der Bankenquete, Jena, G. Fischer, 1908, 44 Seiten.
- Das Ende der Hochkonjunktur – Rückblick auf das Wirtschaftsjahr 1907, Frankfurt/Main: Neuer Frankfurter Verlag, 1908, 39 Seiten, Sonderdruck aus Frankfurter Zeitung.
- Das Problem des deutschen Ostens, Frankfurt/Main, Frankfurter Societätsdruckerei, 1911, 70 Seiten, aus Frankfurter Zeitung vom 16./20./23./27./30. Juli und 4./6./10. August 1911.
- Die Konjunkturperiode 1907–1913 in Deutschland, Jena, G. Fischer, 1914. 204 Seiten.
- Handelspolitik im Krieg, Gespräche in Deutschland und Österreich – Dringliche Wirtschaftsfragen, Heft 2, Leipzig, Veit & Co., 1916. 71 Seiten, aus Frankfurter Zeitung, Mai 1916.
- Neuland – Eine Fahrt durch Ober-Ost, Frankfurt/Main, Frankfurter Societätsdruckerei, 1917, 32 Seiten.
- Vor der Übergangswirtschaft, Frankfurt/Main, 1918, 93 Seiten, aus Frankfurter Zeitung, Juni/Juli 1918 und 17. August 1915.
- Der Staat des sozialen Rechts – Leitsätze für eine demokratische Wirtschaftspolitik, Flugschrift der Frankfurter Zeitung Zur deutschen Revolution Nr. 1, Frankfurt/Main, 1919, 27 Seiten, aus Frankfurter Zeitung Nr. 325, 328, 329, 333 vom 23./26./27. November und 1. Dezember 1918, jeweils 1. Morgenblatt.
- Der Ruf nach den Räten, Flugschrift der Frankfurter Zeitung Zur deutschen Revolution Nr. 6, Frankfurt/Main, 1919, 34 Seiten, aus Frankfurter Zeitung Nr. 221, 228, 234 vom 23./26. und 28. März 1919, jeweils 1. Morgenblatt und 31. Dezember 1923.
- Die Todesgefahr des Kontinents, Von Deutschland, Europa, der Welt und der Valuta. Frankfurt/Main, 1920, 31 Seiten, aus Frankfurter Zeitung Nr. 78, 81, 88 vom 30./31. Januar und 3. Februar 1920, jeweils 1. Morgenblatt.
- Die Wirtschaft des Kommunismus, Frankfurt/Main, 1920, 28 Seiten, aus Frankfurter Zeitung Nr. 726, 729 vom 1./2. Oktober 1920, jeweils 1. Morgenblatt.
- Ostpreußen hinter dem Korridor, Frankfurt/Main, 1922, 24 Seiten, aus Frankfurter Zeitung Nr. 590, 593, 602, 606 vom 25./26./27./29. August 1922,  jeweils 1. Morgenblatt.
- Die deutschen Finanzen vom Kriegsausbruch bis zum Londoner Diktat, Dissertation, Heidelberg, 1923, 78 Seiten, Maschinenschrift.
- Das neue Österreich – Tatsachen und Probleme nach der Sanierungs-Aktion, Frankfurt/Main: Frankfurter Societätsdruckerei, 1924, 120 Seiten, aus Frankfurter Zeitung Nr. 33, 40, 46, 52, 65, 75, 87, 97 vom 13./16./18./20./25./29. Januar und 2./6. Februar 1924.
- Amerika-Europa – Erfahrungen einer Reise, Frankfurt/Main, 1926, 338 Seiten. (America Seen Through a German's Eyes, Translated by Margaret Leland Goldsmith, New York, New Republic Inc., 1928, 284 Seiten).
- Die neue Weltwirtschaft – Die Lehre von Genf, Mit dem Wortlaut der Entschließungen der Weltwirtschaftskonferenz in Genf, Frankfurt/Main, Frankfurter Societätsdruckerei, 1927, 84 Seiten.
- Das Experiment des Bolschewismus, Frankfurt/Main, 1929, 270 Seiten, (3. erw. Auflage, Frankfurt/Main, 1930, 278 Seiten, The Experiment of Bolshewism, Translated by H. J. Stenning, London, Allen & Unwin, 1930, 256 Seiten, The Russian Experiment, Translated by H. J. Stenning, New York: Harcourt, Brace & Co., 1930, 256 Seiten). (online)
- Das Reparationsproblem, Kapitalbildung und Steuersystem, Beiträge in den Veröffentlichungen der Friedrich-List-Gesellschaft: Berlin, Reimar Hobbing, 1929 und 1930.
- Kapitalwirtschaft in Sowjetrußland. In: Kapital und Kapitalismus. Vorlesungen..., hrsg. von B. Harms. Berlin, 1931, Bd. II, Seiten 481–490.[6]

## Veröffentlichungen (als Koautor)
- Geschichte der Frankfurter Zeitung 1856–1906. Hrsg. vom Verlag der Frankfurter Zeitung, Frankfurt/Main, 1906.
- Arthur Feiler and Max Ascoli: Fascism for Whom?, New York, Norton & Co., 1938, 341 Seiten, (Fascism: Who Benefits? London, Allen & Unwin, 1939, 341 Seiten).
- A Farewell to Security – Germany and the World 1919–1939. In: International Security. By Edvard Beneš, Arthur Feiler, Rushton Coulborn. Edited by W. H. C. Laves. Chicago, 1939, 63 Seiten.
- Arthur Feiler and Jacob Marschak (Editor), Management in Russian Industry and Agriculture, By Gregory Bienstock, Salomon M. Schwarz and Aaron Yugow. London: Oxford University Press, 1944, 230 Seiten.